# KK Zadar
KK Zadar ist ein Basketballverein aus der gleichnamigen Küstenstadt Zadar, Kroatien.

## Geschichte
Siehe auch: Basketball in Kroatien

## Aktuelle Wettbewerbe
KK Zadar nimmt in der nationalen kroatischen Liga teil, jedoch erst in der Endrunde. Die Hauptsaison spielt man in der Goodyearliga, diese stellt eine Überregionale Liga aus Vereinen des ehemaligen Jugoslawiens dar. Nach Beendigung der Saison in der Goodyearliga, nimmt man am Final Eight der einheimischen Kroatischen Liga teil. Dieses Final Eight setzt sich aus den fünf bestplatzierten Teams der 1. kroatischen Basketballliga, sowie den zurzeit kroatischen Teilnehmern der Goodyearliga zusammen. Gespielt wird im K.-o.-System Best of three.
Europäisch spielt KK Zadar in dieser Saison in der EuroLeague keine Rolle mehr.

## Trikots
Das Heimtrikot ist Weiß, mit wenigen blauen Farbsegmenten. Als Auswärtsteam wird  umgekehrt gespielt, in blau mit kleinen weißen Farbsegmenten.

## Halle
Der Verein trug die Heimspiele in der Halle Jazine aus. Während der Saison 2006–2007 sollte jedoch die neue Halle am Višnjik fertiggestellt sein. Im Mai 2008 wurde die Dvorana Krešimira Ćosića neue Heimspielstätte.

## Fans
Die Fangemeinschaft nennt sich "Tornado Zadar" und wurde 1965 gegründet. Damit ist sie die zweitälteste Fangemeinschaft im Lande, gleich nach den Fans des KK Split Croatia Osiguranje. 2015 feierte Tornado Zadar ihren fünfzigsten Geburtstag.

## Vereinserfolge
- Jugoslawischer Meister: 1964/65, 1966/67, 1967/68, 1973/74, 1974/75, 1985/86
- Jugoslawischer Pokalsieger: 1969/70
- Kroatischer Pokalsieger (Kup Krešimira Ćosića) : 1997/98, 1999/2000, 2002/03, 2004/05, 2005/06
- Sieger der regionalen „Goodyearliga“: 2002/2003 (größter Vereinserfolg)
- Kroatischer Meister: 1946, 1947, 2004/2005, 2007/2008, 2020/21, 2022/23

## Bekannteste Spieler und Trainer

### Bekannteste Trainer
Vlado Đurović, Lucijan Valčić, Danijel Jusup, Giuseppe Giergia, Enzo Sovitti, Leonard Bajlo, Đorđo Zdrilić, Bruno Marcelić, Trpimir Lokin, Učo Pulanić, Slavko Trninić, Pino Grdović, Umberto Piasevoli, Hrvoje Vlašić und Vladimir Vanjak

### Bekannteste Spieler
- Krešimir Ćosić (wurde in die Ruhmeshalle des Basketballs aufgenommen)
- Dino Rađa
- Josip Đerđa
- Stojko Vranković
- Arijan Komazec
- Branko Skroče
- Veljko Petranović
- Petar Popović
- Emilio Kovačić
- Marko Popović
- Dejan Bodiroga